# Flinkspindlar
Flinkspindlar (Corinnidae) är en familj av spindlar som beskrevs av Ferdinand Karsch 1880.
Flinkspindlar ingår i ordningen spindlar, klassen spindeldjur, fylumet leddjur och riket djur. Enligt Catalogue of Life omfattar familjen Corinnidae 925 arter

## Dottertaxa till flinkspindlar, i alfabetisk ordning[1][2]
- Abapeba
- Aetius
- Apochinomma
- Arushina
- Attacobius
- Austrachelas
- Austrophaea
- Brachyphaea
- Cambalida
- Castanilla
- Castianeira
- Castoponera
- Cetonana
- Coenoptychus
- Copa
- Corinna
- Corinnomma
- Creugas
- Cycais
- Drassinella
- Echinax
- Ecitocobius
- Erendira
- Falconina
- Graptartia
- Hortipes
- Humua
- Ianduba
- Koppe
- Lessertina
- Liophrurillus
- Mandaneta
- Mazax
- Medmassa
- Megalostrata
- Merenius
- Meriola
- Messapus
- Methesis
- Myrmecium
- Myrmecotypus
- Oedignatha
- Olbus
- Orthobula
- Otacilia
- Paccius
- Parachemmis
- Paradiestus
- Phonotimpus
- Phrurolinillus
- Phrurolithus
- Phruronellus
- Phrurotimpus
- Piabuna
- Poecilipta
- Pranburia
- Procopius
- Pronophaea
- Psellocoptus
- Pseudoceto
- Pseudocorinna
- Scorteccia
- Scotinella
- Septentrinna
- Serendib
- Simonestus
- Sphecotypus
- Spinotrachelas
- Stethorrhagus
- Supunna
- Tapixaua
- Thysanina
- Trachelas
- Trachelopachys
- Tupirinna
- Utivarachna
- Xeropigo